# 2013년 한국여자야구대회
한국여자야구대회의 2013년 시즌은 2번째 시즌이며, 대한민국의 28개 여자 야구 구단들이 참가한다. 2012년 8월 31일에 개막전이 열렸다.

## 타이틀 스폰서
2013년 한국여자야구대회는 LG가 다시 한번타이틀 스폰서를 맡게 되었다. 그리고 MBC Sports+를 통해  중계가 되었다.